# 프라하 평화 협정 (1866년)

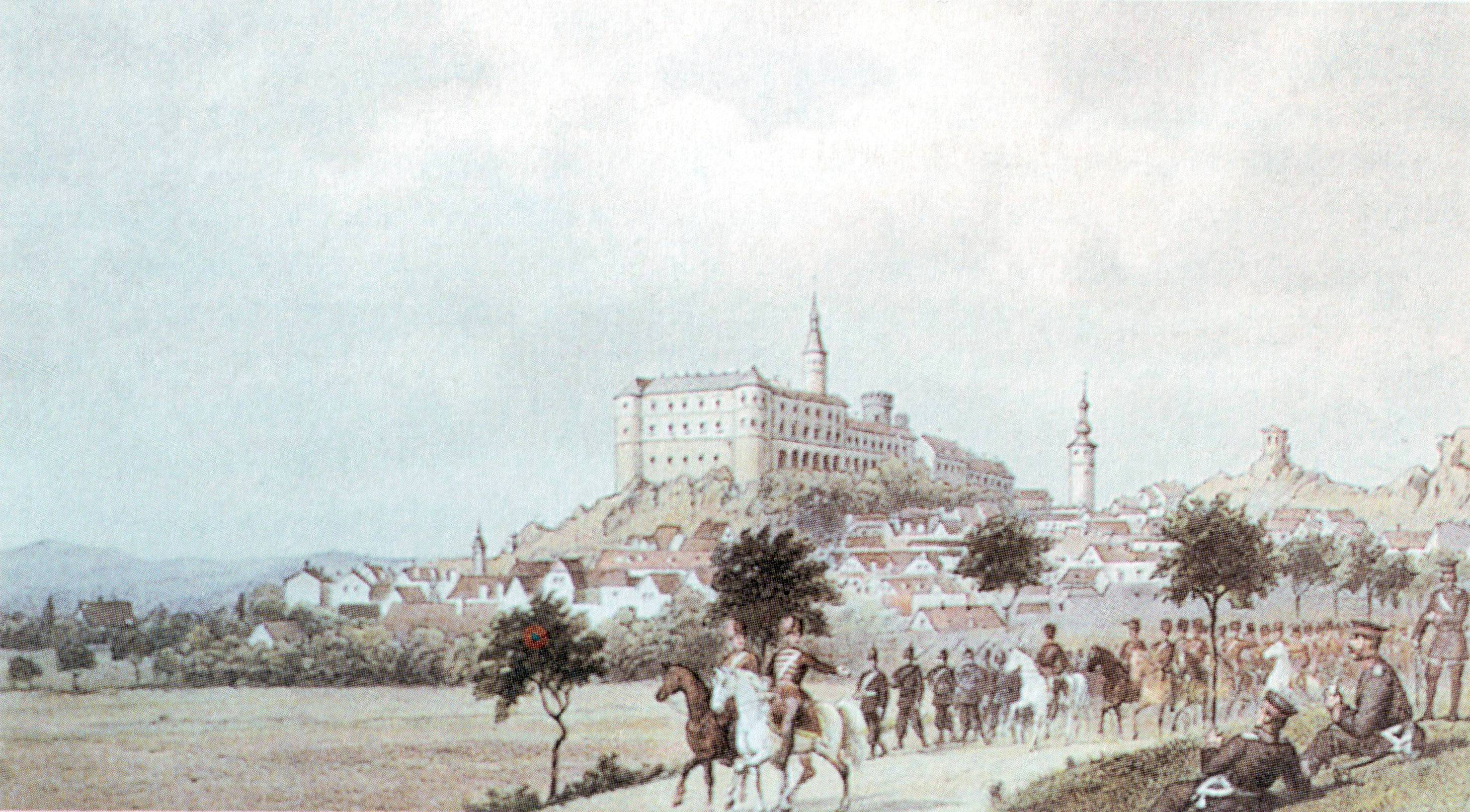
비스마르크가 창문으로 뛰어내릴 것이라 위협해 프로이센 국왕에게 빈으로 진격하지 말라고 주장했던 니콜스부르크(현재의 미쿨로프)의 모습.

프라하 평화 협정(독일어: Prager Frieden)은 1866년 8월 23일 프라하에서 체결된 프로이센 왕국과 오스트리아 제국 간의 평화 조약이다. 프로이센과 독일 남부와 중부에서 체결된 여러 조약들과 함께 프로이센-오스트리아 전쟁을 종전시켰다.

## 같이 보기
- 1867년 오스트리아-헝가리 타협